# Plan-de-Cuques
Plan-de-Cuques ist eine französische Gemeinde mit 11.504 Einwohnern (Stand 1. Januar 2022) im Département Bouches-du-Rhône in der Region Provence-Alpes-Côte d’Azur.

## Geografie
Die Gemeinde liegt im Südosten des Départements Bouches-du-Rhône, vier Kilometer nördlich von Marseille. Sie befindet sich in einem Kilometer Entfernung zum Nachbarort Allauch.

## Geschichte
Während der Französischen Revolution gehörte der Ort einige Zeit zu Château-Gombert, ein Ort, der heute zu Marseille gehört. Plan-de-Cuques war danach eine Aussiedlung von Allauch und gehörte zur Gemeinde. 1830 wurde die Eingemeindung nach Marseille versucht, blieb jedoch erfolglos. 1822 führte die Erhebung der Kapelle des Ortes zur Pfarrei zu Streit mit dem Nachbarort Allauch. Nach dem Bau des Canal de Marseille vergrößerte sich die Bevölkerungszahl. Die Etablierung eines eigenen Saint-Eloi-Festes in dem Ort in der Folgezeit war Symbol für die gesellschaftliche Eigenständigkeit des Ortes. Ab den 1880er-Jahren begann ein erneuter Anlauf, die Gemeinde unabhängig zu machen. 
1902 traten die Stadträte des damaligen Allaucher Ortsteils wieder für eine Unabhängigkeit der Gemeinde ein. 1913 startete ein weiterer Versuch, der jedoch durch den Ersten Weltkrieg gestoppt wurde. 1931 organisierten der sozialistische Abgeordnete Henri Tasso und die größten Familien des Ortes eine Abstimmung. 405 von 754 Wählern unterzeichneten eine Petition. Das Projekt wurde jedoch vom Bürgermeister und vom Stadtrat abgelehnt. Der Fall wurde an höchste staatliche Instanzen weitergeleitet. Da der neue Bürgermeister und auch Staatspräsident Albert Lebrun im Sommer 1936 das Projekt unterstützten, gelang es schließlich, dass die Gemeinde am 23. Februar 1937 unabhängig wurde.

## Sehenswürdigkeiten
- Kirche mit Baujahr 1930[1]

## Verkehr
Plan-de-Cuques liegt an der D908, über die man ins Zentrum von Marseille gelangt und die auf der anderen Seite an die A52 angeschlossen ist. Der Ort ist mit dem Netz des öffentlichen Verkehrs Régie des transports métropolitains (RTM) verbunden.

## Städtepartnerschaften
- Engelskirchen, Nordrhein-Westfalen, seit 1972
- Sarnico, Italien, seit 1992

## Bevölkerungsentwicklung
| Jahr      | 1962 | 1968 | 1975 | 1982 | 1990 | 1999   | 2008   | 2016   |
| Einwohner | 4949 | 5183 | 5892 | 8119 | 9847 | 10.472 | 11.096 | 10.363 |